# Penig
Penig é um município da Alemanha, situado no distrito de  Mittelsachsen, no estado da Saxônia. Tem 63,31 km² de área, e sua população em 2019 foi estimada em 8.715 habitantes.